# Eleição municipal de Itaituba em 2016
A eleição municipal de Itaituba em 2016 foi realizada para eleger um prefeito, um vice-prefeito e 15 vereadores no município de Itaituba, no estado brasileiro do Pará. Foram eleitos Valmir Climaco de Aguiar (Movimento Democrático Brasileiro) e Nicodemos Alves de Aguiar para os cargos de prefeito(a) e vice-prefeito(a), respectivamente. 
Seguindo a Constituição, os candidatos são eleitos para um mandato de quatro anos a se iniciar em 1º de janeiro de 2017. A decisão para os cargos da administração municipal, segundo o Tribunal Superior Eleitoral, contou com 75 439 eleitores aptos e 20 239 abstenções, de forma que 26.83% do eleitorado não compareceu às urnas naquele turno. 

## Resultados

### Eleição municipal de Itaituba em 2016 para Prefeito
A eleição para prefeito contou com 3 candidatos em 2016: Valmir Climaco de Aguiar do Movimento Democrático Brasileiro (1980), Joao Ivan Bezerra de Almeida do Partido da Social Democracia Brasileira, Eliene Nunes de Oliveira do Partido Social Democrático (2011) que obtiveram, respectivamente, 26 293, 15 244, 10 981 votos. O Tribunal Superior Eleitoral também contabilizou 26.83% de abstenções nesse turno. 
| Candidato(a)                        | Vice                      | Coligação                      | Votos recebidos | Percentual |
| ----------------------------------- | ------------------------- | ------------------------------ | --------------- | ---------- |
| Valmir Climaco de Aguiar (MDB)      | Nicodemos Alves de Aguiar | A Volta do Trabalho            | 26293           | 50.06%     |
| Joao Ivan Bezerra de Almeida (PSDB) | Paulo Gilson Pontes       | Itaituba Novo Tempo, Vida Nova | 15244           | 29.03%     |
| Eliene Nunes de Oliveira (PSD)      | Raimundo Santos Pimentel  | Juntos Com o Povo              | 10981           | 20.91%     |

### Eleição municipal de Itaituba em 2016 para Vereador
Na decisão para o cargo de vereador na eleição municipal de 2016, foram eleitos 15 vereadores com um total de 53 127 votos válidos. O Tribunal Superior Eleitoral contabilizou 839 votos em branco e 1 234 votos nulos. De um total de 75 439 eleitores aptos, 20 239 (26.83%) não compareceram às urnas .
| Nome                               | Partido político                               | Coligação              | Votos recebidos | Percentual |
| ---------------------------------- | ---------------------------------------------- | ---------------------- | --------------- | ---------- |
| Etevaldo Pereira Lima              | Movimento Democrático Brasileiro (MDB)         | O Futuro é Agora       | 1739            | 3.27%      |
| Luiz Fernando Sadeck dos Santos    | Movimento Democrático Brasileiro (MDB)         | O Futuro é Agora       | 1733            | 3.26%      |
| Diego Jose Mota Freitas            | Podemos (PODE)                                 | Renovar Para Mudar     | 1395            | 2.63%      |
| Daniel Martins dos Santos          | Democratas (DEM)                               | Renovar Para Mudar     | 1333            | 2.51%      |
| Maria de Almeida Silva             | Partido da Social Democracia Brasileira (PSDB) | Unidos Para Vencer     | 1264            | 2.38%      |
| Raimison Antonio de Abreu Santos   | Partido Social Democrático (PSD)               | Pra Itaituba Não Parar | 1249            | 2.35%      |
| Jose Belloni Nunes                 | Partido da Social Democracia Brasileira (PSDB) | Unidos Para Vencer     | 1247            | 2.35%      |
| Emanoel do Livramento Pires Júnior | Partido Social Cristão (PSC)                   | Pra Itaituba Não Parar | 1156            | 2.18%      |
| Dirceu Biolchi                     | Solidariedade (SD)                             | O Futuro é Agora       | 1130            | 2.13%      |
| Antonia Pereira Farias             | Podemos (PODE)                                 | Renovar Para Mudar     | 1095            | 2.06%      |
| Wescley Silva Aguiar               | Partido Social Cristão (PSC)                   | Pra Itaituba Não Parar | 1070            | 2.01%      |
| João Bastos Rodrigues              | Partido Social Democrático (PSD)               | Pra Itaituba Não Parar | 1042            | 1.96%      |
| Agnaldo Cirino de Oliveira Santos  | Partido Republicano Brasileiro (PRB)           | Pra Itaituba Não Parar | 1001            | 1.88%      |
| Manoel Rodrigues de Sousa          | Partido da Social Democracia Brasileira (PSDB) | Unidos Para Vencer     | 970             | 1.83%      |
| David Quintero Salomão             | Partido Trabalhista Cristão (PTC)              | Juntos Somos Fortes    | 725             | 1.36%      |